# Sphaenorhynchus lacteus
Sphaenorhynchus lacteus és una espècie de granota que es troba al Brasil, a Colòmbia, a l'Equador, a la Guaiana Francesa, a Guyana, al Perú, al Surinam, a Trinitat i Tobago, a Veneçuela, i possiblement també a Bolívia.